# Torre dos Asinelli
Torre dos Asinelli (à direita)
A Torre dos Asinelli (Torre degli Asinelli  /ˈtore ˈdeʎi aziˈnɛli/  em italiano) é a mais alta das duas torres de Bolonha, símbolo da cidade, localizada na intersecção das ruas que levam aos cinco portais das antigas muralhas da "cidade das torres". A construção, com 97,2 m de altura, é considerada a torre inclinada mais alta de Itália, com uma inclinação de 1,3° a partir do eixo vertical.

## História
No final do Século XII Bolonha assistiu o surgimento de centenas de torres militares e de famílias nobres. Asinelli, a mais alta, tradicionalmente deve seu nome e construção à uma família nobre da cidade, os Asinelli, entre 1109 e 1119. Os poucos documentos preservados até hoje mencionem a família Asinelli em associação com a construção da famosa torre pela primeira vez apenas em 1185, quase 70 anos após a data oficial da construção em registros do arquivo da cidade.

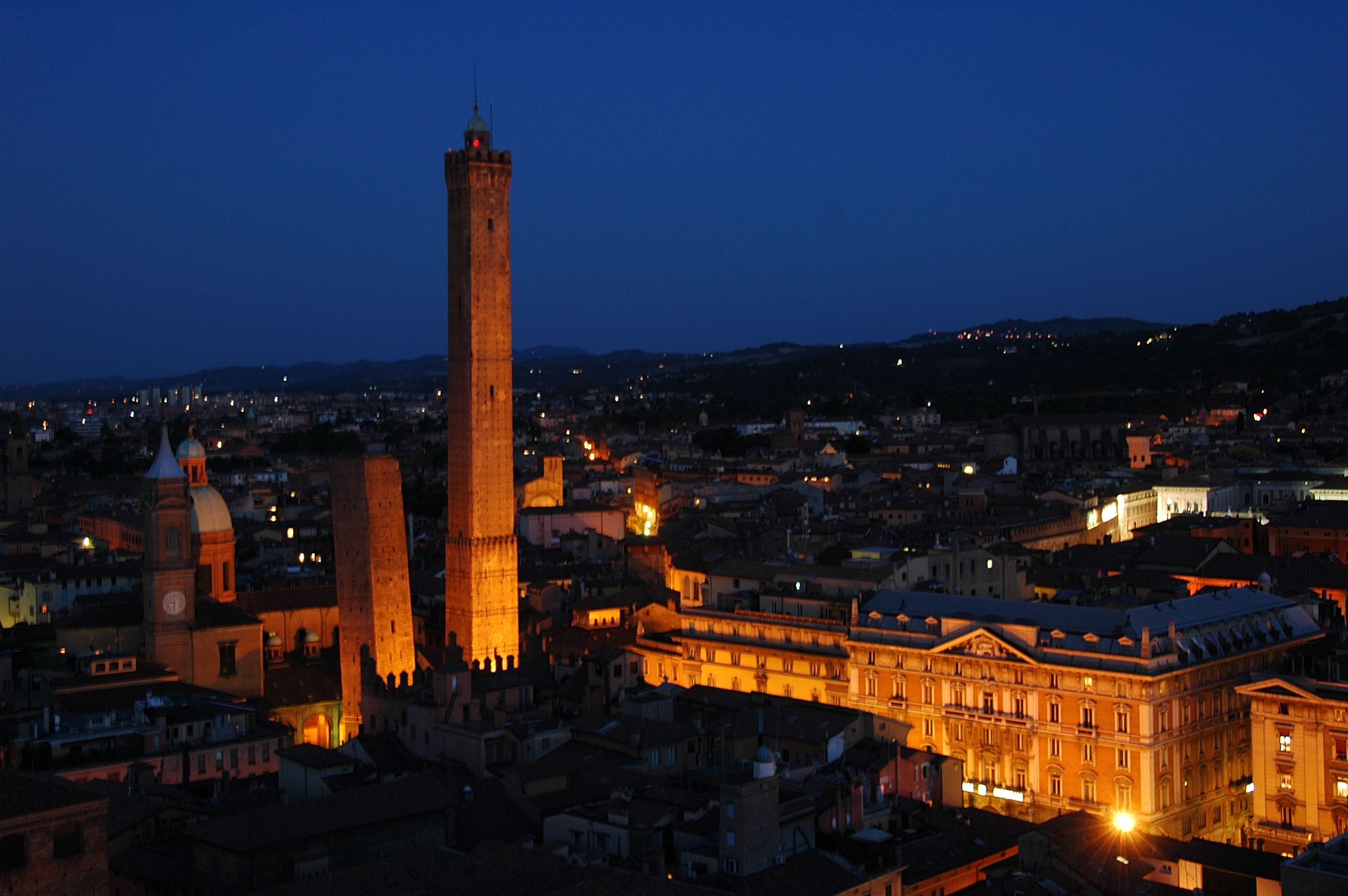
A Torre dos Asinelli à direita.

Acredita-se que a Torre dos Asinelli inicialmente era muito mais alta (no topo das paredes são de uma espessura que permite a construção de outros 20 a 25 metros em altura). A cúpula que vemos hoje foi uma adaptação da época Bentivolesca (1488) que a reduziu para os atuais 97,2 m e com um beiral de 2,3 m. A cidade tornou-se proprietária da torre no século XIV e a usou como prisão e fortaleza. Na mesma época foi construído a redor da torre um edifício de madeira, à trinta metros do chão e se unia à torre Garisenda através de uma passarela (destruído por um incêndio em 1398). Diz-se que o edifício foi construído por Giovanni Visconti, duque de Milão, para vigiar o turbulento mercado Mezzo (hoje Via Rizzoli e ruas circundantes) e ser capaz de dominar qualquer tumulto. Na época, Visconti tinha tomado o poder em Bolonha após a queda do senhorio de Pepoli, o que o fez impopular.

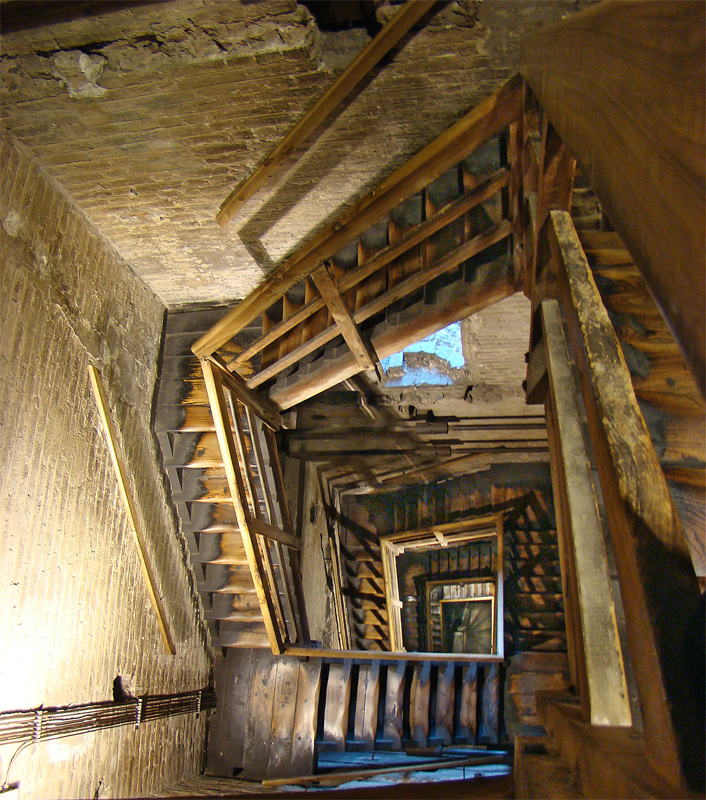
A escadaria interna da Torre dos Asinelli

Danos graves foram causados à torre por raios que muitas vezes causam incêndios e pequenos colapsos, só em 1824 a torre recebeu um pára-raios. Há documentado, pelo menos, dois incêndios graves aos quais a torre sobreviveu: o primeiro em 1185 (intencional) e o segundo incêndio em 1398, já mencionado anteriormente.
Os Cientistas Giovanni Battista Riccioli (em 1640) e Giovanni Battista Guglielmi (no século seguinte) usaram a torre para experiências com a gravidade e a rotação terrestre.
Recentemente a torre dos Asinelli era um repetidor de transmissão do canal de televisão RAI. Durante a Segunda Guerra Mundial, entre 1943 e 1945, foi usada como torre de observação. Quatro voluntários permaneciam no topo da torre observando o espaço aéreo e orientavam as tropas aliadas em bombardeios às tropas inimigas. 

## Hoje
Hoje em dia a Torre dos Asinelli tem uma bilheteria para visitação. Dentro pode-se subir as escadas de madeira até o topo, ao longo de 498 degraus. Do terraço há uma vista panorâmica de toda cidade e arredores. No piso térreo da torre encontram-se algumas lojas de artesanato, para recordar a velha função comercial da área.

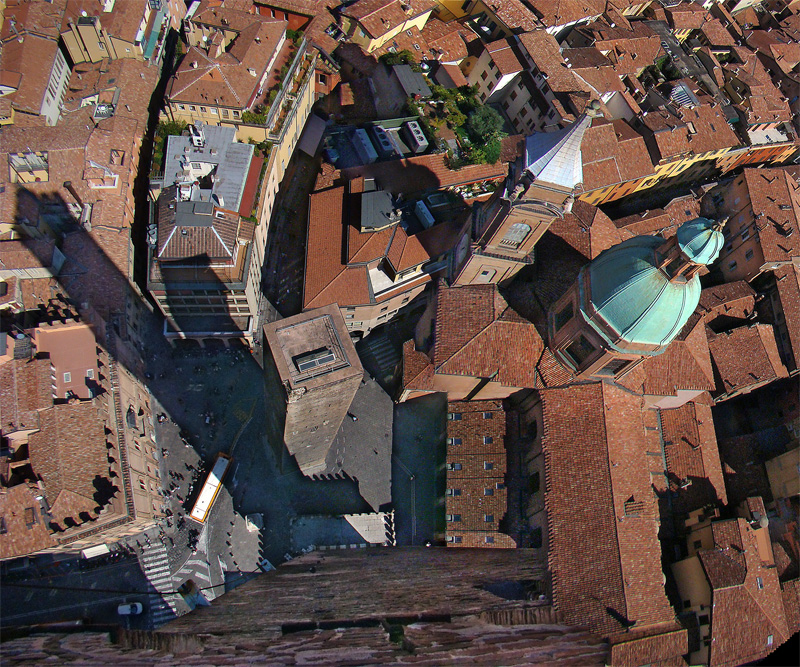
Vista da praça Ravegnana a partir do topo da Torre dos Asinelli

Desde 28 de novembro de 2015, a Torre dos Asinelli e sua vizinha são iluminadas por um sistema de iluminação especial, que permite a visibilidade de todos os cantos do Bologna.